# Lublini repülőtér
A Lublini repülőtér (IATA: LUZ, ICAO: EPLB) Lengyelország egyik nemzetközi repülőtere, amely Świdnik közelében található. Éves utasforgalma 0 fő .

## Légitársaságok és úticélok
| Légitársaság | Célállomások                                       |
| ------------ | -------------------------------------------------- |
| Enter Air    | Szezonális charter: Antalya, Burgas                |
| Eurowings    | Köln/Bonn                                          |
| LOT          | Tel Aviv, Warsaw–Chopin                            |
| Ryanair      | Dublin                                             |
| Wizz Air     | Eindhoven, Kiev–Zhuliany, London–Luton, Sandefjord |

## Futópályák
A repülőtér futópályái:
- 07/25 (2520 m, 45 m, aszfalt)
- 06/24 (1200 m, 50 m, fű)

## Forgalom
Az utasforgalom az elmúlt években az alábbi módon változott:
| Utasok száma |      |      | 5697 | 185 706 | 264 130 | 377 606 | 430 313 | 357 366 | 123 512 | 10 117 |
|              | 2010 | 2011 | 2012 | 2014    | 2015    | 2016    | 2017    | 2019    | 2020    | 2021   |